# Otwarte Klatki
Otwarte Klatki – pozarządowe, ogólnopolskie stowarzyszenie, działające od 2012, którego celem jest promowanie rozwiązań zapobiegających cierpieniu zwierząt w duchu efektywnego altruizmu (na poziomie decyzji indywidualnych konsumentów i zmian systemowych), jak również dokumentowanie warunków chowu przemysłowego, edukację promującą pozytywne postawy wobec zwierząt oraz działania interwencyjne. Jest częścią organizacji Anima International.

## Historia

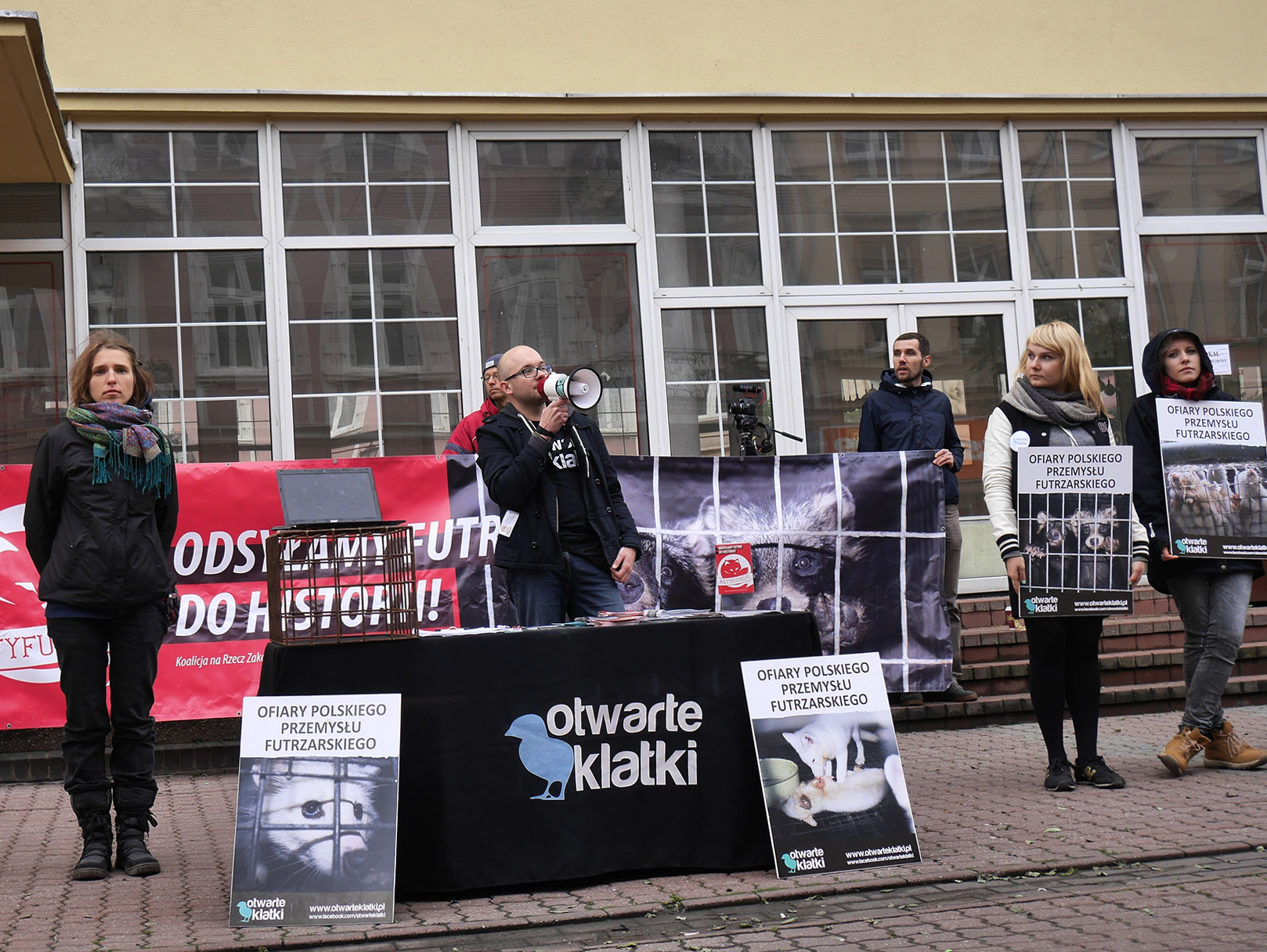
Protest Otwartych Klatek przeciwko branży futrzarskiej (Gniezno, listopad 2014)

Nieformalne początki Otwartych Klatek wiążą się z wrocławską księgarnio-kawiarnią i sklepem fair trade Falanster (których współwłaścicielem jest Paweł Rawicki), skupiających wokół siebie aktywistów organizacji pozarządowych i ruchów miejskich. Stowarzyszenie zostało założone i zarejestrowane w 2012 przez Pawła Rawickiego i Dobrosławę Gogłozę. W 2013 było współzałożycielem Network for Eastern European Animal Rights (NEAR). Od 2016 stowarzyszenie posiada status Organizacji Pożytku Publicznego.
Otwarte Klatki wraz z litewskim oddziałem Tušti Narvai (działającym od 2014) stworzyły w 2016 koalicję Open Cages, do której dołączyły później oddziały w:
- Wielkiej Brytanii (2016, ang. Open Cages UK),
- Ukrainie (2017, ukr. Відкриті Клітки),
- Białorusi (2017, biał.  Адчыненыя Клеткi),
- Rosji (2017, ros.  Открытые клетки) oraz
- Estonii (2017, est. Nähtamatud Loomad).

W 2018 nastąpiło połączenie koalicji Open Cages z Anima Denmark (zał. 2000) i Anima Norway (zał. 2017) w organizację Anima International, której dyrektorką generalną jest od momentu założenia Dobrosława Gogłoza. Otwarte Klatki należą także do innych międzynarodowych koalicji zajmujących się prawami zwierząt, jak Open Wing Alliance (od 2016), Fur Free Retailer (od 2013), Eurogroup for Animals (od 2015) czy End the Cage Age (Europejska Inicjatywa Obywatelska „Koniec Epoki Klatkowej”, od 2018).

## Działalność

### Kampanie społeczne
Otwarte Klatki przeprowadzą projekty i kampanie społeczne, jak również wystosowują listy i petycje do władz państwowych oraz prywatnych firm w sprawie poprawy dobrostanu zwierząt oraz promują stosowne nowelizacje ustawy o ochronie zwierząt. Są autorami petycji o stworzenie w ramach struktur państwowych funkcji Rzecznika Ochrony Zwierząt, którego głównym zadaniem miałoby być dbanie o realizację prawnej ochrony zwierząt w praktyce oraz wyznaczanie kierunku rozwoju ochrony prawnej zwierząt w Polsce.
Są współautorami dokumentu European Chicken Commitment, którego wskazania promuje ich autorska kampania Frankenkurczak (realizowana od 2017). W ramach ECC firmy zobowiązują się do pozyskiwania kurzego mięsa od dostawców spełniających określone warunki, które zapewniają lepszy dobrostan kurczaków hodowanych na mięso (co oznacza m.in. zmniejszenie zagęszczenia zwierząt w klatkach, rezygnacja z ras szybkorosnących, m.in. brojlerów, zapewnienie dostępu do naturalnego światła i grzęd oraz odstąpienie od metod uboju przyczyniających się do niepotrzebnego bólu). Frisco.pl jako pierwszy (i wówczas największy) polski internetowy supermarket zdecydował się podpisać to zobowiązanie w 2019.
Od 2015 prowadzą kampanię Jak one to znoszą?, zachęcającą firmy, jak i pojedynczych konsumentów, do rezygnacji z wykorzystywania jaj od kur z chowu klatkowego (tzw. jajka „trójki”). Petycję w tej sprawie poparli m.in. Magda Gessler i Robert Makłowicz. Do wycofania się ze sprzedaży tych jaj do roku 2025 zobowiązała się m.in. sieć sklepów Biedronka oraz marka U Jędrusia.
W Polsce do koordynowanego od 2013 roku przez Otwarte Klatki programu Sklepy Wolne od Futer (kampania koalicji Fur Free Alliance), zachęcającego do odejścia przez firmy do sprzedaży futer zwierzęcych, do lutego 2020 włączyło się ponad 20 sieci sklepów i marek odzieżowych, m.in. grupa Vistula, obejmująca firmy Deni Cler, Vistula, Wólczanka i Bytom. Stworzona przez nich kampania Cena futra dąży do wprowadzenia w Polsce prawnego zakazu hodowli zwierząt na futra. Akcję tę, promowaną pod hashtagiem #1metrfutra, poparli m.in. Andrzej Elżanowski, Dorota Sumińska, Adam Wajrak, a także postaci świata kultury: Olga Tokarczuk, Agata Buzek czy Paulina Przybysz.
Stowarzyszenie zbiera podpisy pod petycją Pomóż karpiom w ramach działającej od 2018 kampanii Stop sprzedaży żywych karpi, która zmierza do zakazu sprzedaży żywych ryb w sieciach handlowych. Otwarte Klatki wspierają także dwie akcje prowadzone przez kampanię Eurogroup for Animals: End Pig Pain, która sprzeciwia się okaleczaniu prosiaków przez ich kastrację, obcinanie zębów i ogonów bez znieczulenia oraz #StopTheTrucks, dążącą do zwiększenia rygorów istniejących regulacji w zakresie długodystansowego transportu żywych zwierząt.
Otwarte Klatki promują także dietę roślinną wśród konsumentów i firm z branży gastronomicznej i handlowej w ramach kampanii RoślinnieJemy oraz dwóch akcji: comiesięcznej Vegan Challenge – wzywającej do spróbowania diety wegańskiej przez 22 dni, w ramach której uczestnicy otrzymują mailem newsletter z przepisami na każdy dzień – i Jasna Strona Mocy, przedstawiającej sylwetki utytułowanych sportowców, którzy stosują się do diety wegańskiej i wegetariańskiej oraz udostępniającej porady treningowe i dietetyczne dla osób, które chciałyby się do takiej diety stosować; ambasadorami ostatniej są m.in. Agata Perenc, Grzegorz Sobieszek czy Rafał Kamiński.

### Działalność śledcza, dokumentacyjna i interwencyjna
Organizacja dokumentuje warunki chowu przemysłowego oraz przeprowadza śledztwa na fermach futrzarskich i drobiowych. Działania stowarzyszenia mają charakter interwencyjny, związany z ratowaniem zwierząt z nielegalnych lub łamiących prawo ferm, np. na fermie brojlerów w Lisowicach, gdzie zwierzęta pozbawiono dostępu do jedzenia i światła, w konsekwencji czego padło kilkaset kur. Aktywiści ze stowarzyszenia przyczynili się m.in. do uratowania 17 lisów futerkowych z fermy w Raciborsku i osadzenia ich w azylu w poznańskim Starym Zoo, zabrania dwóch innych lisów – Jasia i Małgosi – z fermy w Kiełczewie i umieszczenia ich w jednym z gospodarstw w Jelonkach, odebrania właścicielowi lisa Maćka z fermy w Karskach oraz 13 lisów i 9 psów z fermy w Goliszowie.

### Festiwale, targi, wystawy, konferencje
Od 2013 organizują targi i festiwal pod nazwą Veganmania oraz konferencję CARE (Conference on Animal Rights in Europe; dwie edycje: 29–31 lipca 2016 i 16–18 sierpnia 2019). Wraz z grupą europosłów PiS zorganizowali w styczniu 2018 wystawę „Make Fur History” („Niech futra przejdą do historii”) w Parlamencie Europejskim, mającej zachęcać państwa Unii Europejskiej do zakazu hodowli zwierząt na futra; inicjatywę tę wsparł prezes PiS, Jarosław Kaczyński.

## Wyróżnienia
Projekt EA Funds uznał Otwarte Klatki za jedną z 9 najskuteczniejszych organizacji prozwierzęcych na świecie i przyznał grant w wysokości 10 tys. dolarów. Skuteczność stowarzyszenia doceniona została także przez Open Philanthropy Project; na podstawie rekomendacji tej organizacji w roku 2017 Silicon Valley Community Foundation przyznała Otwartym Klatkom grant na ponad 470 tys. dolarów.
Anima International, które współtworzą Otwarte Klatki, uznane zostało przez Animal Charity Evaluators za jedną z czterech najefektywniejszych organizacji prozwierzęcych na świecie w roku 2019, określanych jako Top Charity; już wcześniej dwukrotnie podmiot ten przyznał Otwartym Klatkom tytuł Standout Charity w roku 2017 i 2018.

## Obecność w mediach społecznościowych
Z końcem sierpnia 2024 roku profile Otwartych Klatek obserwuje 314 tys. osób na Facebooku oraz 91,3 tys. na Instagramie, a ich filmy w serwisie Youtube mają ponad 5,8 mln wyświetleń. Ich kampania RoślinnieJemy ma zasięgi rzędu 57 tys. osób na Facebooku i 81,4 tys. na Instagramie, Jasną Stronę Mocy obserwuje na Facebooku 21 tys. ludzi, do Roślinnego Wyzwania (do września 2020 znanego jako Vegan Challenge) zapisanych było 13 tys., a stronę tej akcji na Facebooku obserwuje 13 tys. osób.